# كارتيدايا

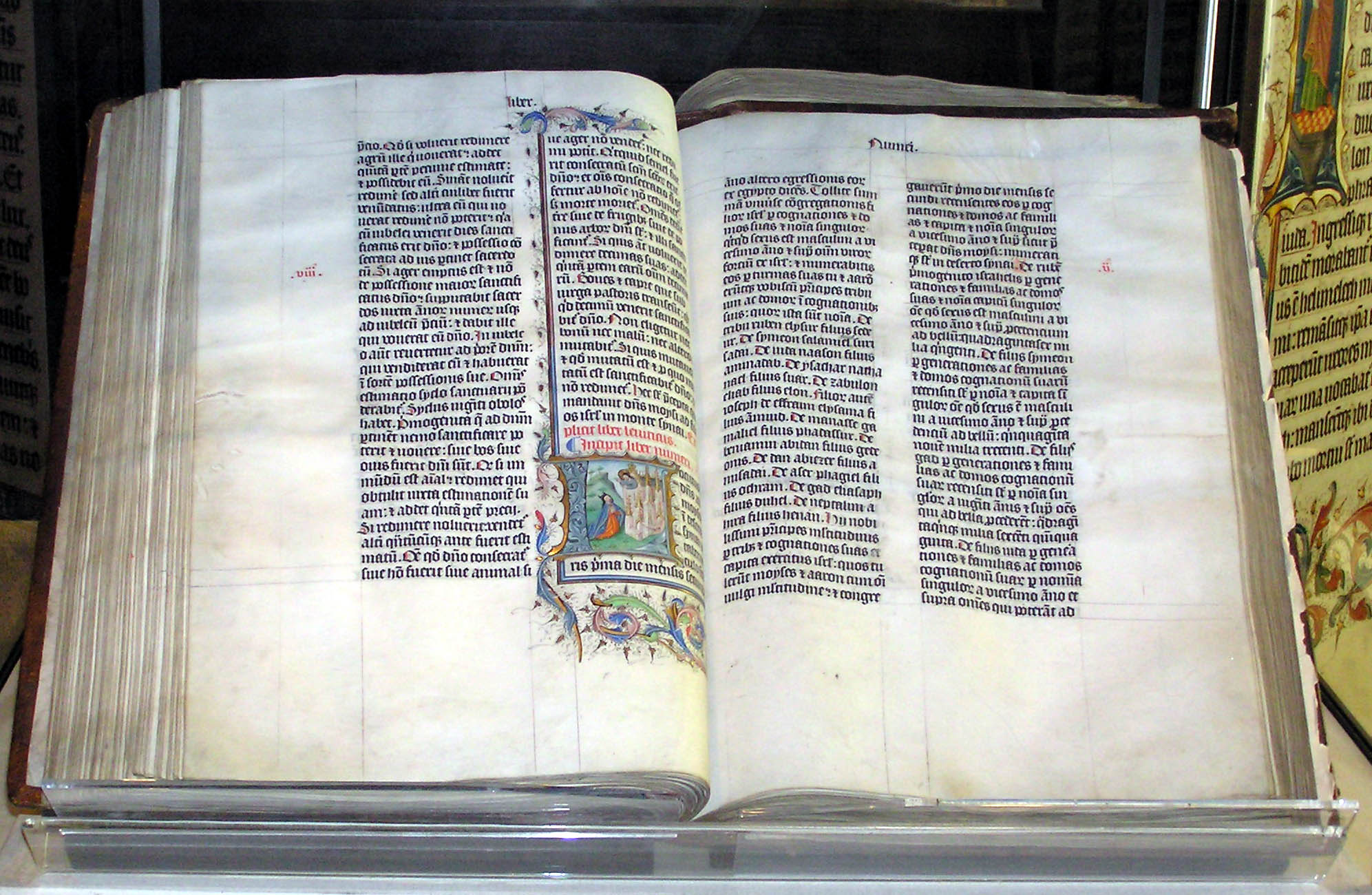

كارتيدايا (بالإندونيسية: Kartidaya) تُعرف أيضًا باسم ويكليف إندونيسيا هي منظمة إندونيسية غير ربحية تركز على تعزيز ودعم عمل ترجمة الكتاب المقدس في جميع أنحاء إندونيسيا. هم منظمة مستقلة تابعة لـ تحالف ويكليف العالمي، ولديهم اتفاقيات عمل مع العديد من الطوائف في جميع أنحاء إندونيسيا. يجب على كل عضو في كارتيدايا العثور على مانحين لتغطية نفقات المعيشة لأن كارتيدايا لا نمنح رواتب لأعضائها.

## التاريخ
بدأت كارتيدايا لأول مرة في عام 1989. ولقت نمو على مر السنين، ويخدمون حاليًا مع أكثر من 20 مجتمعًا لغويًا مختلفًا.

## القيادة
المدير الحالي لكارتيدايا هو مارنيكس ريوباسا. المدير السابق كان نيتيا ترافيس.

## التدريب
تركز كارتيدايا بقوة على التدريب، وهم يرغبون في تجهيز الإندونيسيين ليتم تدريبهم وإعدادهم لترجمة الكتاب المقدس إلى لغاتهم. يوجد حاليًا في إندونيسيا أكثر من 400 لغة بدون أي كتاب مقدس. يتم هذا التدريب في مواقع متعددة بما في ذلك مكتب كارتيدايا الرئيسي في غرب جاكرتا وسولاويزي وبابوا. عدة مرات كل عام يتم عقد مختلف جوانب التدريب في مواقع التدريب المختلفة.

## الانتماءات
تشارك كارتيدايا في تحالف ويكليف العالمي بالإضافة إلى منتدى وكالات الكتاب المقدس الدولية في إندونيسيا. كما أنهم يعملون بشكل وثيق مع جمعية الكتاب المقدس الإندونيسية، وزمالة الكنائس الإندونيسية، وزمالة الكنائس والمنظمات الإنجيلية في إندونيسيا، وجمعية القراءة الدولية، والعديد من الكنائس والمنظمات المختلفة في جميع أنحاء إندونيسيا وعبر آسيا.